# Sommerbiathlon-Weltmeisterschaften
Seit 1996 veranstaltet die Internationale Biathlon-Union (IBU) regelmäßig Sommerbiathlon-Weltmeisterschaften. Gelaufen wird dabei auf Rollskiern oder im Crosslauf.  
Die Sommerbiathlon-Weltmeisterschaft wird jedes Jahr im Spätsommer ausgetragen. Anders als die Biathlon-Weltmeisterschaften finden sie auch in den Jahren mit Olympischen Winterspielen statt. Die Sommerbiathlon-Weltmeisterschaften werden immer zusammen mit den Junioren-Sommerbiathlon-Weltmeisterschaften ausgetragen.

## Wettbewerbe
Im Crosslauf wurden die ersten Meisterschaften 1996 in Hochfilzen über die Distanzen Sprint und Einzel ausgetragen, seit 1997 finden jeweils ein Sprint-, ein Verfolgungs- und ein Staffelwettkampf statt, die sich allerdings in der Länge unterscheiden zum „Winterbiathlon“. 2006 wurden auch die Rollski-Biathleten in das Programm aufgenommen. Während die Rollski-Wettbewerbe die auch für den Weltcup übliche Distanz von 10 km und 12,5 km bei den Herren beziehungsweise 7,5 km und 10 km bei den Damen besitzen, laufen die Cross-Wettbewerbe über 4 km und 6 km bei den Herren, bei den Damen sind beide Strecken um jeweils einen Kilometer kürzer. 
Neben den Einzelrennen gibt es zudem noch einen Staffelwettkampf, der zunächst nach Geschlechtern getrennt zweimal ausgerichtet wurde. Mittlerweile gibt es nur noch eine Mixed-Staffel im Rollerski, bei der zwei Männer und zwei Frauen laufen. Außerdem wurde einmal Massenstart als Disziplin ausgetragen. Seit 2010 werden nur noch Wettbewerbe auf Skirollern ausgetragen, der wichtigste Wettbewerb im Crosslauf-Biathlon sind seitdem die Sommerbiathlon-Europameisterschaften.

## Bisherige Weltmeisterschaften
Bis heute wurden insgesamt 23 Sommerbiathlon-Weltmeisterschaften ausgetragen.

### Austragungsorte
| Jahr | Austragungsort(e)     |
| ---- | --------------------- |
| 1996 | Hochfilzen            |
| 1997 | Krakau                |
| 1998 | Osrblie               |
| 1999 | Minsk                 |
| 2000 | Chanty-Mansijsk       |
| 2001 | Duszniki-Zdrój        |
| 2002 | Jablonec nad Nisou    |
| 2003 | Forni Avoltri         |
| 2004 | Osrblie               |
| 2005 | Muonio                |
| 2006 | Ufa                   |
| 2007 | Otepää                |
| 2008 | Haute-Maurienne       |
| 2009 | Oberhof               |
| 2010 | Duszniki-Zdrój        |
| 2011 | Nové Město na Moravě  |
| 2012 | Ufa                   |
| 2013 | Forni Avoltri         |
| 2014 | Tjumen                |
| 2015 | Cheile Grădiștei      |
| 2016 | Otepää                |
| 2017 | Tschaikowski          |
| 2018 | Nové Město na Moravě  |
| 2019 | Minsk                 |
| 2020 | Ruhpolding (abgesagt) |
| 2021 | Nové Město na Moravě  |
| 2022 | Ruhpolding            |
| 2023 | Brezno                |
| 2024 | Otepää                |
| 2025 | (nicht veranstaltet)  |